# Camera dei rappresentanti (Nigeria)
La Camera dei Rappresentanti della Nigeria è la camera bassa del Parlamento. Essa rappresenta i cittadini nigeriani, nonché il potere legislativo del paese, congiuntamente con il Senato. L’Assemblea, tuttavia, avendo maggiori poteri, è più rilevante delle due.

## Composizione e mandato
Essa è costituita da 360 deputati, aventi mandato quadriennale, eletti con il sistema uninominale secco (conosciuto anche in inglese come “First-past-the-post”).